# Aquella Paraguaná
Aquella Paraguaná es un libro que narra el origen de la población de la península de Paraguaná y describe los personajes que habitaron el territorio, junto a la transformación que sufrió la sociedad durante el siglo XX desde la llegada de las empresas petroleras a la península.
El libro fue editado en dos oportunidades, la primera en 1971 financiada por el autor, y en 1998 publicada por el Fondo editorial Alí Brett Martínez. En ambas ediciones se utilizó la misma portada, una foto tomada por el autor y diseñada por el ilustrador Víctor Viano.
El autor del libro, Alí Brett Martínez, fue un periodista y escritor de Carirubana, autor de importantes crónicas históricas y regionales entre las que se destacan sus trabajos sobre el estado Falcón y el alzamiento militar ocurrido en Puerto Cabello en 1962 conocido como El Porteñazo. En Aquella Paraguaná muestra el cambio de la cultura casi colonial que caracterizaba a la península debido al súbito influjo de extranjeros en la población. 